# 法規
法規（ほうき）とは、広義においては法規範一般のことや一般的・抽象的法規範のことを指したり、単に法令と同義で使われることもあるが、狭義（又は本来的な意味）では、国民の権利を制限し又は国民に義務を課す内容の法規範のことをいう。
この語はドイツ語の Rechtssatz の訳語であるところ、Rechtssatz という語はその概念の成立過程を考慮して直訳すると「権利命題」という意味であり、冒頭に掲げた狭義の意味を表現するものとして用いられるようになる。

## 法規概念の機能
法規という概念は、立法の中核概念を構成するものとして位置づけられることが多い。つまり、三権分立の下では、法規の定立作用に関する権限は原則として議会が有し、その際の法形式が法律である。例外的に行政府が法規の定立をする場合は、憲法の根拠を有するか、議会の委任が必要になる（委任立法）。
また、行政府が法条をもって制定する定めは、法規たる性質を有する法規命令と、法規たる性質を有しない行政規則に区別され、後者については法律の根拠を有しないと理解されている。

## 立憲君主制の下における法規概念
法規という概念は、それまで君主が有していた国家権能のうち立法権を議会の権限とし、絶対君主制から立憲君主制に移行したヨーロッパにおいて確立した概念であり、特に民主的な勢力が弱体であったドイツにおいて確立した。
立憲君主制の下においては、議会の役割は、国民の権利を君主から保護することに力点が置かれる。このような議会の機能を貫徹するため、法規範の定立作用のうち「国民の自由と財産に関する事項」については、議会の同意を要することとしたり、議会の権限としたりすることにより、国民の権利を保護しようとしたものである。このような経緯から、法規の定立作用は立法の中核をなすものと、伝統的に位置づけられてきた。
このような理解を前提にすると、法規範の定立作用のうち、国民の権利を制限し又は国民に義務を課すことを内容とするものについては議会の関与を必要とするのに対し、そうでないものについては行政機関が命令として規定することが可能という帰結を生むことになる（ただし、憲法の明文により例外を認めることを否定するものではない）。例えば、19世紀後半のプロイセン王国において、憲法では予算は議会の法律により定められることになっていたが、予算は法規には該当しないから法律によらない政府の支出も違法ではないとの理解が生まれた。また、日本においても、大日本帝国憲法の下では、国家の行政機関に関する定め等は国民（臣民）の権利を制限し義務を課する法規範ではないという理解の下、勅令により定められた（大日本帝国憲法第10条、内閣官制など）。

## 国民主権の下における法規概念
以上のように、沿革的には、法規概念は本来的に立憲君主制における君主と国民との間の妥協の産物である。このため、立法の中核をなすものとして伝統的な法規概念が国民主権を前提とする体制においてもそのまま維持されるべきか否か、そもそも法規という概念が必要であるか否かが問題とされる。
立憲君主制の下における法規概念（「国民の権利を制限し、国民に義務を課する成文の一般的法規範」（一般的権利制限規範説））をそのまま維持する考え方もあるが、国民による民主的なコントロールを重視し、
- 権利・義務という枠組みを外し、単に一般的・抽象的な法規範[注釈 4]を法規とする見解（一般的規範説[8][注釈 5][注釈 6]）
- 権利を制限するだけではなく、広く国民の権利義務に関係する法規範を実質的法律に含め、例外的ではあっても、個別的・具体的な法規範をも含める見解（権利関係規範説[13][注釈 7]）
- 一般的規範説と権利関係規範説との中間にあって、実質的法律を「国民の権利に関係する一般的抽象的法規範」と捉え、一般性の要素を維持しつつも権利制限規範の要素を権利関係規範にまで拡張し、「一般的規範性」と「権利関係性」の双方を実質的法律のメルクマールとする見解（一般的権利関係規範説[3][注釈 8]）
- 日本国憲法41条後段は、国会に対し、他の憲法規定に抵触しない限り、どのような内容の形式的法律をも制定する権限を与えたとする見解（形式的法律概念一元説[3][注釈 9]）

などがある。
以上のような法規概念の捉え方の差異は、憲法の明文上法律事項とされているか否か明確ではないものとの関係で、特に問題にされる。
例えば、日本国憲法の下では、内閣の組織については法律事項とされており（日本国憲法第66条1項）、これに基づき内閣法が制定されているが、内閣の統括の下にある行政機関の定めをどうするかについては、憲法上明文の規定がない。そのため、立憲君主制の下における法規概念を前提とすれば国会が定める法律による必要はないとも考えられるが、実際には法律が制定されている（国家行政組織法など）。この点については、立憲君主制の下における法規概念を前提に、行政庁による行政処分は国民の権利義務に影響を与えるという前提のもと行政組織の定めも法規に該当するという理解、上記に掲げた法規概念を広く解する見解を前提として、行政組織に関する定めも法規に該当するとする理解などがある。
また、勲章や褒章などの栄典について法律で定めることを要するかも問題とされる。この点に関する政府による見解は、立憲君主制における法規概念を前提に、日本国憲法第7条7号による栄典の授与については、国民の権利を制限し又は国民に義務を課すものではないから法律で定める必要はないとし、太政官布告たる褒章条例などを政令で改正する措置を採っている。これに対し憲法学者の間では、日本国憲法の下では栄典制度は法律事項であり、政令で定めることはできないという見解が支配的である。